# Реже Латабар
Реже Латабар (вірм. Rezső Latabár, 26 липня 1888, Клуж-Напока — 30 січня 1943, Мукачево) — угорський актор. Представник акторської династії Латабарів, молодший Латабар — син Ендре.

## Життєпис
У 1910 році почав акторську кар'єру в Мако, потім виступав у Міській лізі та театральному гуртку Йокай. Пізніше він також виступав у Кечкеметі, Коложварі та Печі, у 1919 році в кабаре «Телікерт» у Будапешті, а з 1920 року в Дьйорі, Кечкеметі, Уйпешті та театрі Кішфалуді в Обуді .

## Його ролі
Він переважно використовував свій танцювальний талант, грав ролі танцюриста-коміка, а також представляв танцювальні ансамблі на вечорах кабаре. Він також ставив власні танцювальні номери.
Пізніше він тимчасово залишив акторську діяльність, щоб керувати нічним клубом. Після своєї спроби в діловому світі він зробив ще одну спробу потрапити до театру «Мункач», але так і не зіграв там.

## Головні ролі
- Головний управитель (Альбіні: Барон Тренк)
- Слуга Йоганн (Ленд'єл М.: Тайфун)
- Фредді (Франц Легар: Єва)
- Барон Зессе (Єно Гушка: Немтудомка)
- Балтазар (Шекспір: Ромео і Джульєтта)
- Наймит Йоська (Е. Тот: Сільський лиходій)
- Боні (Імре Кальман: Сільва)
- Монфлері (Ростан: Сірано де Бержерак)
- Мішка (А. Шірмай: Мішка-чарівник (оперета))